# Francis Xavier Williams
Pour les articles homonymes, voir Francis Williams et Williams.
Francis Xavier Williams est un entomologiste américain, né le 6 août 1882 à Martinez en Californie et mort le 16 décembre 1967 à Chula Vista en Californie.
Il obtient son Bachelor of Arts au St. Ignatius College (aujourd’hui connu comme l’université de San Francisco) en 1903, son Bachelor of Arts à l’université Leland Stanford Junior, son Master of Arts à l’université du Kansas en 1912 et son Doctorat of Sciences à l’université Harvard en 1915.
Il participe, en 1905-1906, à une expédition de dix-sept mois dans l’archipel des Galápagos. Il récolte environ 4 000 insectes dont de nombreuses nouvelles espèces. Ils vont lui permettre d’étudier la zoogéographie des insectes de ces îles.
En 1917, il s’installe à Honolulu où il va travailler durant 32 ans pour l’Association hawaïenne des planteurs de cannes à sucre. Il donne alors sa collection de près de 8 000 spécimens et sa bibliothèque de 649 livres et revues à la California Academy of Sciences. Lors de son départ à la retraite et son installation en Californie en 1949, il donne à l’Académie plus de 15 000 spécimens.
Il publie 286 articles scientifiques dont son très important ouvrage de référence Handbook of the Insects and Other Invertebrates of Hawaiian Sugar Cane Fields (1931) et un livre de vulgarisation, qu’il signe avec Louisa Clark Williams, Mike the Minah (1946). Il est l’auteur de 146 nouveaux taxons.

## Source
Paul H. Arnaud Jr (1970), Lists of the Scientific Publications and Insect Taxa Described by Francis Xavier Williams (1882-1967). Occasional Papers of the California Academy of Sciences, 80 : 1-33.